# Râul Salcia, Ier
Râul Salcia sau Pârâul Salcia este un mic curs de apă, afluent al râului Ier.